# رود کلیوچیوفکا
رود کلیوچیوفکا (انگلیسی: Klyuchyovka) یک رودخانه در سرزمین پرم کشور روسیه است.